# Richard Nowakowski
Pour les articles homonymes, voir Nowakowski.
Richard Nowakowski est un boxeur est-allemand né le 27 septembre 1955 à Sztum en Pologne.

## Carrière
Il remporte aux Jeux olympiques d'été de 1976 à Montréal la médaille d'argent en combattant dans la catégorie des poids plumes et aux Jeux olympiques d'été de 1980 à Moscou une médaille de bronze dans la catégorie des poids légers.

### Jeux olympiques
- Médaille d'argent en -57 kg aux Jeux de 1976 à Montréal
- Médaille de bronze en -60 kg aux Jeux de 1980 à Moscou

## Référence
1. ↑  (en) Résultats des Jeux olympiques 1980 (amateur-boxing.strefa.pl)